# Episodi de La mamma è sempre la mamma (prima stagione)
La prima stagione della serie televisiva La mamma è sempre la mamma è stata trasmessa in anteprima negli Stati Uniti d'America dalla NBC tra il 22 gennaio 1983 e il 7 maggio 1983.
| nº | Titolo originale          | Titolo italiano | Prima TV USA     | Prima TV Italia |
| -- | ------------------------- | --------------- | ---------------- | --------------- |
| 1  | Vint and the Kids Move In |                 | 22 gennaio 1983  |                 |
| 2  | For Better or Worse       |                 | 29 gennaio 1983  |                 |
| 3  | The Wedding (Part 1)      |                 | 5 febbraio 1983  |                 |
| 4  | The Wedding (Part 2)      |                 | 12 febbraio 1983 |                 |
| 5  | Family Feud               |                 | 19 febbraio 1983 |                 |
| 6  | Cellmates                 |                 | 26 febbraio 1983 |                 |
| 7  | Mama Gets a Job           |                 | 5 marzo 1983     |                 |
| 8  | Double Standard           |                 | 12 marzo 1983    |                 |
| 9  | Mama's Boyfriend          |                 | 19 marzo 1983    |                 |
| 10 | Fran's Dress              |                 | 26 marzo 1983    |                 |
| 11 | Alien Marriage            |                 | 2 aprile 1983    |                 |
| 12 | Positive Thinking         |                 | 30 aprile 1983   |                 |
| 13 | Mama's Silver             |                 | 7 maggio 1983    |                 |